# Лощаков, Александр Иванович
Алекса́ндр Ива́нович Лощако́в (23 ноября 1910, Солоть, Ростовский район — 10 декабря 2010, Москва) — советский партийный деятель, дипломат. Чрезвычайный и полномочный посол.

## Биография
Член ВКП(б). Окончил Московскую инженерно-техническую академию им. В. Н. Подбельского (1939) и Высшую дипломатическую школу НКИД СССР (1941).
- С 1935 года — начальник подразделения авиапочтовых перевозок, начальник планово-финансового сектора отдела капитального строительства, заместитель начальника планово-финансового управления Наркомата связи СССР.
- В 1941—1942 годах — служба в РККА, на Брянском и Западном фронтах.
- В 1942 году — стажёр Консульского отдела НКИД СССР.
- В 1942—1943 годах — вице-консул СССР в Горгане и Ардебиле (Иран).
- В 1943—1944 годах — старший референт Консульского отдела НКИД СССР.
- В 1944—1947 годах — старший референт, ответственный референт, помощник заведующего Экономическим отделом НКИД (с 1946 — МИД) СССР.
- В 1947—1948 годах — помощник заместителя министра иностранных дел СССР В. А. Зорина.
- В 1949—1954 годах — сотрудник секретариата СЭВ.
- В 1954—1956 годах — советник посольства СССР в Венгрии.
- В 1956 году — советник V Европейского отдела МИД СССР.
- В 1957—1960 годах — сотрудник аппарата ЦК КПСС.
- С 17 декабря 1960 по 26 декабря 1962 года — чрезвычайный и полномочный посол СССР в Мали.
- С 19 февраля 1963 по 22 декабря 1965 года — чрезвычайный и полномочный посол СССР в Швейцарии.
- В 1965—1966 годах — сотрудник аппарата ЦК КПСС.
- В 1966—1968 годах — заведующий сектором ЦК КПСС.

Похоронен в Москве на Кунцевском кладбище.

## Награды
- Орден Красной Звезды (5 ноября 1945)